# Бристол (Роуд Ајланд)
Бристол (енгл. Bristol) град је у америчкој савезној држави Роуд Ајланд.

## Демографија
По попису из 2000. године број становника је 22.469.
| Група             | 2000.          | 2010.    |
| Белци             | 21.628 (96,3%) | 0 (0,0%) |
| Афроамериканци    | 140 (0,6%)     | 0 (0,0%) |
| Азијати           | 151 (0,7%)     | 0 (0,0%) |
| Хиспаноамериканци | 289 (1,3%)     | 0 (0,0%) |
| Укупно            | 22.469         | 0        |